# KW Sagittarii
KW Sagittarii es una estrella supergigante roja situada en la constelación de Sagitario, a una distancia de 9800 años luz del Sol.
Con una magnitud aparente de 9,35 es demasiado débil para ser visible a simple vista, necesitando de un telescopio para poder observarla. Su luminosidad es de aproximadamente 370.000 veces la del Sol y su diámetro de 1460 veces el de esa estrella, lo cual la convierte en una de las estrellas más grandes conocidas —en el lugar del Sol, llegaría a mitad de camino de las órbitas de Júpiter y de Saturno—.